# Ludovico Micara

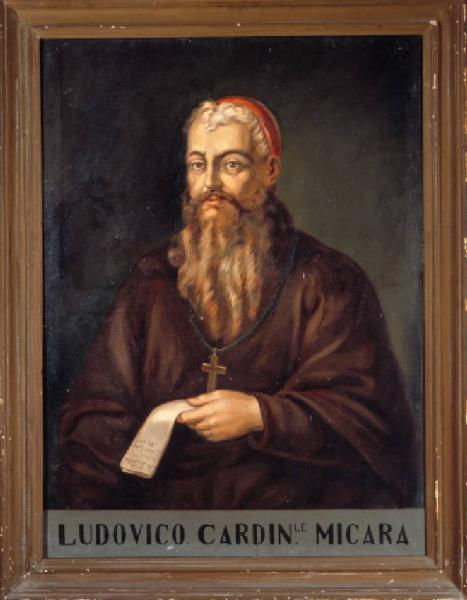
Ludovico Kardinal Micara im Kapuzinerhabit

Ludovico Micara OFMCap, Ordensname Ludovico da Frascati (* 12. Oktober 1775 in Frascati; † 24. Mai 1847 in Rom) war ein italienischer Geistlicher und Kurienkardinal der römisch-katholischen Kirche.

## Leben
Ludovico Micara war das dritte von sieben Kindern des Gianfilippo Micara und dessen Ehefrau Gaetana Lucidi. Getauft wurde er in der Kathedrale San Pietro Apostolo in Frascati durch seinen Onkel Francesco Lucidi, zu jener Zeit Erzpriester an dieser Kathedrale. Er begann seine Studien am Seminar von Frascati. Als Achtzehnjähriger trat er dem Kapuzinerorden bei und empfing am 25. Oktober 1794 den Habit; dabei nahm er den Ordensnamen Ludovico da Frascati an. Er setzte seine Ausbildung im Kapuzinerhaus in Rom fort, musste die Stadt jedoch aufgrund der napoleonischen Besetzung 1798 verlassen und beendete seine Studien in Neapel. Dort empfing er auch Ende 1798 das Sakrament der Priesterweihe. 1810 kehrte er nach Rom zurück. Nach der Aufhebung der Orden unter der napoleonischen Herrschaft wurde er amtierender Erzpriester an der Kathedrale von Frascati, da der eigentliche Titelinhaber sich im Exil befand. Er weigerte sich, nach den Siegen Napoleons das Te Deum anstimmen zu lassen und floh aufs Land, wo er festgenommen und zunächst in Civitavecchia, dann in Corneto inhaftiert war. Es gelang ihm, aus dem Gefängnis zu entkommen und unterzutauchen. Nach dem Sturz Napoleons kehrte er in den Orden zurück und wurde zum Lektor für den Konvent von Albano ernannt. 1819 wurde er Provinzialminister seines Ordens für Rom. Ludovico Micara war als Kanzelredner für seine glänzende Rhetorik und seine profunde theologische Bildung bekannt, daher predigte er in allen großen Städten Italiens und wurde am 13. September 1820 zum Prediger des Päpstlichen Hauses und theologischen Prüfer für die Bischöfe bestellt; diese Position hatte er bis zu seiner Erhebung zum Kardinal 1826 inne. Er war Hoftheologe von Kardinal Annibale della Genga Sermattei, des späteren Papstes Leo XII. Am 9. März 1824 ernannte ihn der Papst zum Generalminister seines Ordens; dies blieb er bis 1830, auch als Kardinal.

Kardinalswappen

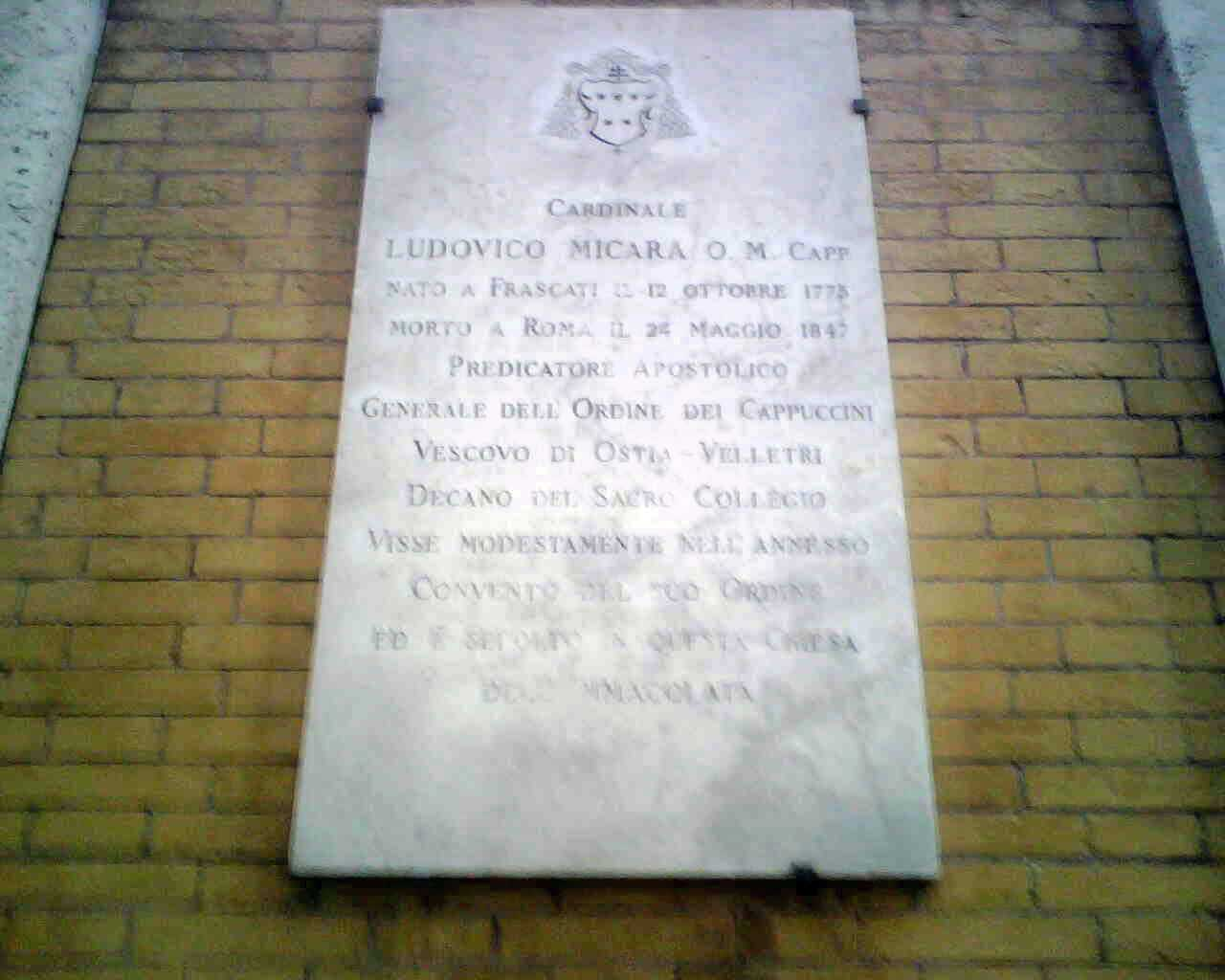
Gedenktafel mit Kardinalswappen (Rom, Via Veneto)

Papst Leo XII. nahm ihn im Konsistorium vom 20. Dezember 1824 in pectore in das Kardinalskollegium auf und veröffentlichte dies am 13. März 1826. Seine Titelkirche war Santi Quattro Coronati. Ludovico Micara hatte die Erlaubnis, anstelle des Kardinalspurpur entsprechend der Tradition seines Ordens braune Gewänder zu tragen. Er nahm am Konklave 1829 teil, bei dem Papst Pius VIII. gewählt wurde. Auch beim Konklave 1830–1831, aus dem Gregor XVI. als Papst hervorging, war er unter den Papstwählern. Ludovico Micara war ab dem 2. Oktober 1837 Kardinalbischof von Frascati. Die Bischofsweihe spendete ihm am 15. Oktober 1837 in der Kathedrale San Pietro von Frascati Kardinal Bartolomeo Pacca; Mitkonsekratoren waren Giovanni Soglia Ceroni, Lateinischer Patriarch von Konstantinopel, und Antonio Luigi Piatti, Lateinischer Patriarch von Antiochien. Im November 1843 wurde er Subdekan des Kardinalskollegiums, verzichtete jedoch auf den zu jener Zeit damit verbundenen suburbikarischen Bischofssitz von Porto. Von 1843 bis 1844 war Ludovico Micara Präfekt der Ritenkongregation. Von 1844 bis 1847 Dekan des Kardinalskollegiums, war er damit zugleich Kardinalbischof von Ostia und Velletri und übte das Amt des Präfekten der Römischen Kurie aus. Er war Teilnehmer des Konklave 1846, das Pius IX. zum Papst wählte.
Auch als Kardinal führte Ludovico Micara ein bescheidenes Leben und wohnte in Rom weiterhin im Kapuzinerkonvent an der Piazza Barberini.
Er starb am 24. Mai 1847 nach langem und schwerem Leiden in Rom und wurde, seinem letzten Willen gemäß, in der römischen Kapuzinerkirche Santa Maria Immacolata beigesetzt.
Sein Großneffe war der Kurienkardinal Clemente Micara (1879–1965).